# E46
E46 eller Europaväg 46 är en 720 kilometer lång europaväg som börjar i Cherbourg i Frankrike och slutar i Liège i Belgien.

## Sträckning
Cherbourg - Caen - Rouen - Reims - Charleville-Mézières - (gräns Frankrike-Belgien) - Liège

## Motorvägar
Vägen är mestadels landsväg trots att Frankrike och Belgien egentligen har täta motorvägsnät.
En delsträcka följer den dock A13 (motorväg, Frankrike).

## Anslutningar
| - E3 - E401 - E402 - E5 |  | - E15 - E50 - E17 |  | - E44 - E411 - E25 |